# Laurence Mason

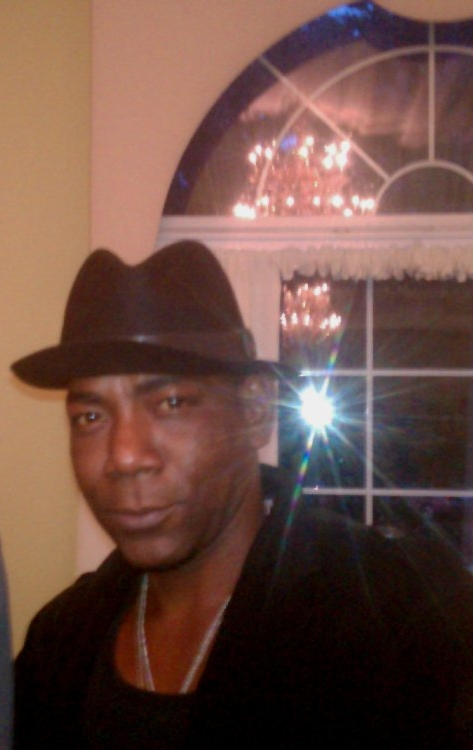
Laurence Mason (2016)

Laurence Mason (* in Bronx, New York City, Vereinigte Staaten) ist ein US-amerikanischer Schauspieler.

## Leben
Der in der New Yorker Bronx geborene Mason stand bereits im Alter von zehn Jahren auf der Bühne. Nach seinem Engagement am All Children’s Theatre spielte Mason zahlreiche Rollen in Broadway- und Off-Broadway-Musicals.
Es folgte ein Studium an der High School of Performing Arts in New York City und später an der State University of New York at Purchase.
Nach Abschluss seiner Ausbildung trat Mason in verschiedenen Theater-Inszenierungen, Werbespots und Musikvideos auf, bevor er 1993 in Tony Scotts Thriller True Romance seine erste Rolle in einem Spielfilm übernahm. Ein Jahr später folgte eine größere Nebenrolle im Kultfilm The Crow – Die Krähe an der Seite von Brandon Lee. In Hackers – Im Netz des FBI trat Mason neben Angelina Jolie, Jonny Lee Miller und Jesse Bradford auf.
Von 2005 bis 2006 spielte Mason in der Fernsehserie The Shield – Gesetz der Gewalt die Rolle des Halpern White. 2007 trat er unter der Regie von Brad Furman in The Take – Rache ist das Einzige, was zählt auf. Danach spielte Mason in der Fernsehserie Prison Break die Rolle des Sammy.
2011 spielte Mason – erneut unter der Regie von Brad Furman – in Der Mandant den Chauffeur eines Anwalts (Matthew McConaughey), der seine Geschäfte auf dem Rücksitz seiner Lincoln-Continental-Limousine abwickelt.

## Filmografie (Auswahl)
- 1992: Hardcore TV (Fernsehserie)
- 1993: True Romance
- 1993: Joey Breaker
- 1994: The Crow – Die Krähe (The Crow)
- 1995: Parallel Sons
- 1995: The Keeper
- 1995: Hackers – Im Netz des FBI (Hackers)
- 1998: Side Streets
- 2001: A.I. – Künstliche Intelligenz (Artificial Intelligence: AI)
- 2001: Im Fadenkreuz – Allein gegen alle (Behind Enemy Lines)
- 2001: Ali
- 2004: Fronterz
- 2005–2006: The Shield – Gesetz der Gewalt (The Shield, Fernsehserie, acht Folgen)
- 2007: The Take – Rache ist das Einzige, was zählt (The Take)
- 2007–2008: Prison Break (Fernsehserie, zehn Folgen)
- 2009: JoJo (Kurzfilm)
- 2009: Public Enemies
- 2010: Detention (Kurzfilm)
- 2011: Killer on the Loose
- 2011: Der Mandant (The Lincoln Lawyer)
- 2018: City of Lies